# 橋本市
橋本市（日语：／ Hashimoto shi */?）是位於日本和歌山縣東北部的城市。轄區北部位於金剛山地，南部位於紀伊山地，紀之川在兩個山區之間由東向西流過，主要市區亦位於紀之川沿岸的平原區域。由於南海電氣鐵道高野線可以直接自大阪市區內直通此地，使得橋本市及相鄰的九度山町、葛城町成為和歌山縣內達到大阪市都市雇用圈標準的地區，屬於大阪都市圈的範圍，因此在高野線沿線開發了大量的新市鎮住宅區。

## 人口
| 橋本市人口分布圖 |                                               |  |
| 橋本市與日本全國年齡別人口分布比較圖 （2005年資料） | 橋本市的年齡、男女別人口分布圖 （2005年資料） |  |
| ■紫色是橋本市 ■綠色是全国 | ■藍色是男性 ■紅色是女性                       |  |
| 橋本市人口變化 \| 1970年 \| 49,747人 \| \| \| 1975年 \| 52,168人 \| \| \| 1980年 \| 52,616人 \| \| \| 1985年 \| 56,755人 \| \| \| 1990年 \| 62,156人 \| \| \| 1995年 \| 69,329人 \| \| \| 2000年 \| 70,469人 \| \| \| 2005年 \| 68,529人 \| \| \| 2010年 \| 66,361人 \| \| \| 2015年 \| 63,621人 \| \| \| 2020年 \| 60,818人 \| \| |                                               |  |
| 資料來源：日本總務省統計中心提供之人口普查數據 |                                               |  |
| 1970年 | 49,747人                                      |  |
| 1975年 | 52,168人                                      |  |
| 1980年 | 52,616人                                      |  |
| 1985年 | 56,755人                                      |  |
| 1990年 | 62,156人                                      |  |
| 1995年 | 69,329人                                      |  |
| 2000年 | 70,469人                                      |  |
| 2005年 | 68,529人                                      |  |
| 2010年 | 66,361人                                      |  |
| 2015年 | 63,621人                                      |  |
| 2020年 | 60,818人                                      |  |

## 历史
過去由於鄰近高野山，位於前往高野山的高野街道的入口而開始發展；江戶時代紀之川以北的區域大多成為紀州藩的領地，以南的山區則多成為高野山的領地。
19世紀末明治維新後，隸屬和歌山縣，在1889年日本實施町村制時，現在的橋本市範圍在當時分屬橋本村、名倉村、端場村、山田村、紀見村、學文路村、信太村、應其村、岸上村、隅田村、戀野村共11個行政區劃；在經過1950年代的昭和大合併後，其中位於東側的橋本町、紀見村、山田村、岸上村、隅田村、學文路村合併為橋本市，其他西部的四個行政區劃則合併為高野口町。
2000年代的平成大合併時期，橋本市與高野口町再次合併為新設立的橋本市。

### 變遷表
| 1889年4月1日 | 1889年 - 1912年                   | 1912年 - 1944年                   | 1945年 - 1954年                   | 1955年 - 1989年              | 1989年 - 現在             | 現在                      |
| ------------ | --------------------------------- | --------------------------------- | --------------------------------- | ---------------------------- | ------------------------- | ------------------------- |
| 橋本村       | 1894年5月10日 改制為橋本町        | 1894年5月10日 改制為橋本町        | 1894年5月10日 改制為橋本町        | 1955年1月1日 合併為橋本市    | 2006年3月1日 合併為橋本市 | 2006年3月1日 合併為橋本市 |
| 山田村       |                                   |                                   |                                   | 1955年1月1日 合併為橋本市    | 2006年3月1日 合併為橋本市 | 2006年3月1日 合併為橋本市 |
| 紀見村       |                                   |                                   |                                   | 1955年1月1日 合併為橋本市    | 2006年3月1日 合併為橋本市 | 2006年3月1日 合併為橋本市 |
| 學文路村     |                                   |                                   |                                   | 1955年1月1日 合併為橋本市    | 2006年3月1日 合併為橋本市 | 2006年3月1日 合併為橋本市 |
| 岸上村       |                                   |                                   |                                   | 1955年1月1日 合併為橋本市    | 2006年3月1日 合併為橋本市 | 2006年3月1日 合併為橋本市 |
| 隅田村       | 隅田村                            | 隅田村                            | 1954年8月1日 合併為隅田町         | 1955年1月1日 合併為橋本市    | 2006年3月1日 合併為橋本市 | 2006年3月1日 合併為橋本市 |
| 戀野村       |                                   |                                   | 1954年8月1日 合併為隅田町         | 1955年1月1日 合併為橋本市    | 2006年3月1日 合併為橋本市 | 2006年3月1日 合併為橋本市 |
| 名倉村       | 1910年9月1日 改制並改名為高野口町 | 1910年9月1日 改制並改名為高野口町 | 1910年9月1日 改制並改名為高野口町 | 1955年4月15日 合併為高野口町 | 2006年3月1日 合併為橋本市 | 2006年3月1日 合併為橋本市 |
| 信太村       |                                   |                                   |                                   | 1955年4月15日 合併為高野口町 | 2006年3月1日 合併為橋本市 | 2006年3月1日 合併為橋本市 |
| 端場村       | 端場村                            | 端場村                            | 1952年1月1日 併入應其村           | 1955年4月15日 合併為高野口町 | 2006年3月1日 合併為橋本市 | 2006年3月1日 合併為橋本市 |
| 應其村       |                                   |                                   |                                   | 1955年4月15日 合併為高野口町 | 2006年3月1日 合併為橋本市 | 2006年3月1日 合併為橋本市 |

## 行政

### 歴任市長
| 屆  | 姓名     | 上任日期     | 卸任日期     | 備註                 |
| --- | -------- | ------------ | ------------ | -------------------- |
| 1-2 | 木下善之 | 2006年4月2日 | 2014年4月1日 | 合併前為原橋本市市長 |
| 3-4 | 平木哲朗 | 2014年4月2日 | 現任         |                      |

## 交通
橋本市市區中的橋本車站為西日本旅客鐵道和歌山線和南海電氣鐵道高野線的交會車站，其中和歌山線以東西線由紀之川北岸穿過橋本市轄區，高野線則是往北通過紀見峠越過和泉山脈進入大阪府，往南的部分在越過紀之川後，轉沿著山麓往西進入九度山町。
雖然橋本車站位於市區又是兩條鐵路的換乘車站，但是位於高野線上的林間田園都市車站由於周邊有許多大規模開發的住宅區新市鎮，擁有大量前往大阪的通勤人口，每天的使用人次反而較高。
公路則有京奈和自動車道以東西向沿著主要市區北側通過轄內，同時從市區往北也有國道371號可以直接越過和泉山脈進入大阪府。
轄內的客運路線主要由南海集團的南海林間巴士所經營，

### 鐵路
- 西日本旅客鐵道
  - 和歌山縣：（←五條市） - 隅田車站 - 下兵庫車站 - 橋本車站 - 紀伊山田車站 - 高野口車站 - （葛城町→）
- 南海電氣鐵道
  - 高野線：（←河內長野市） - 紀見峠車站 - 林間田園都市車站 - 御幸辻車站 - 橋本車站 - 紀伊清水車站 - 學文路車站 - （九度山町→）

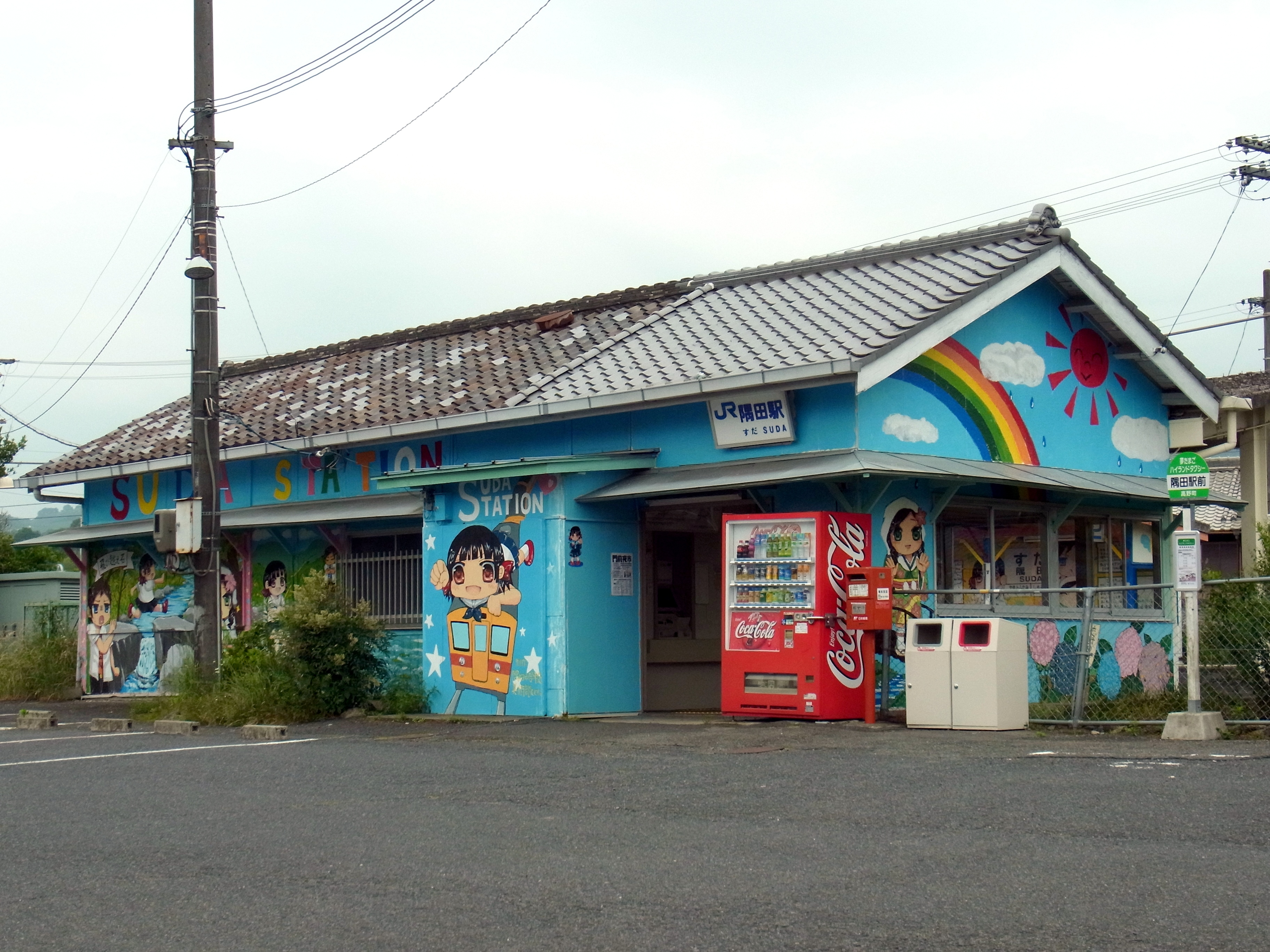
隅田車站
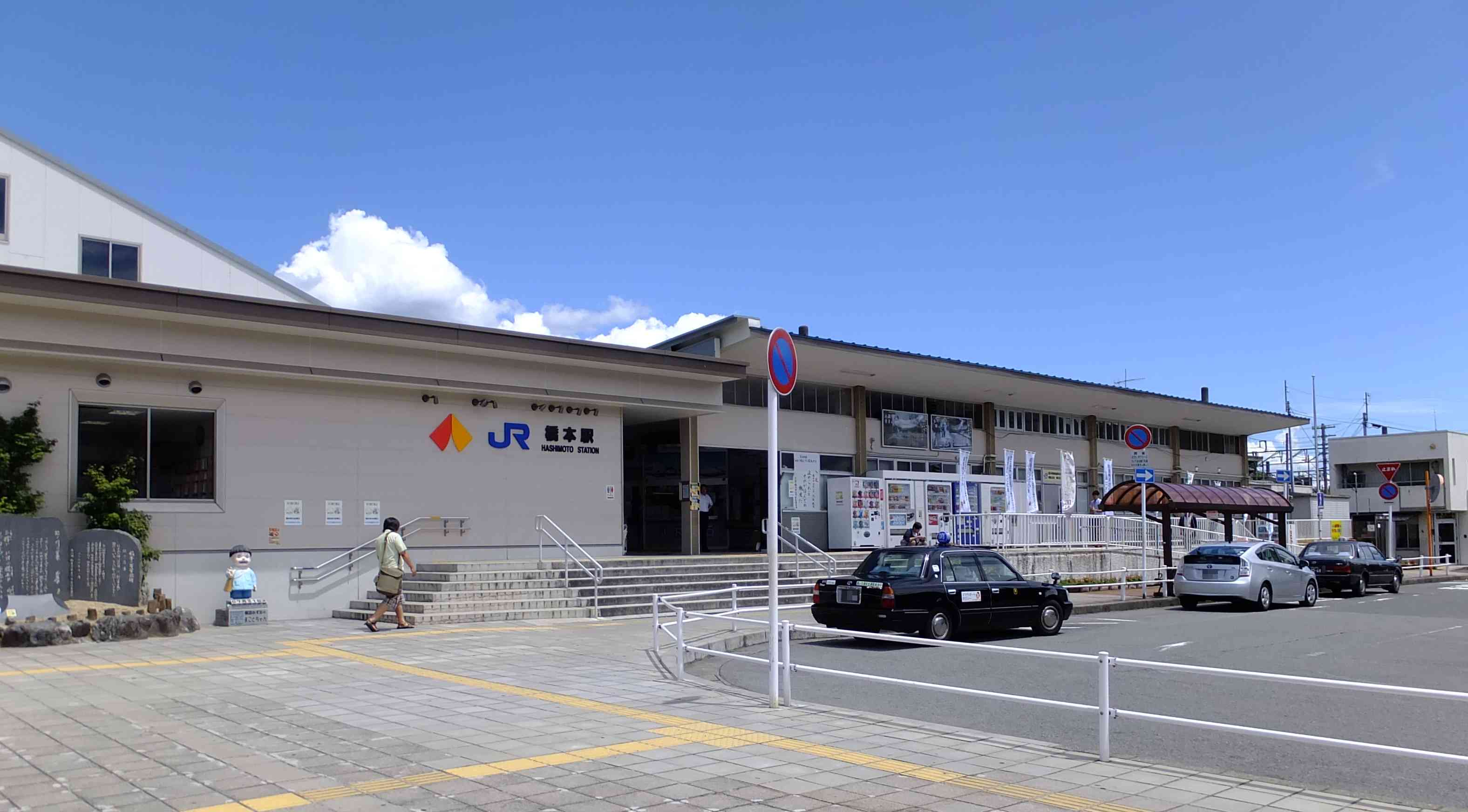
橋本車站
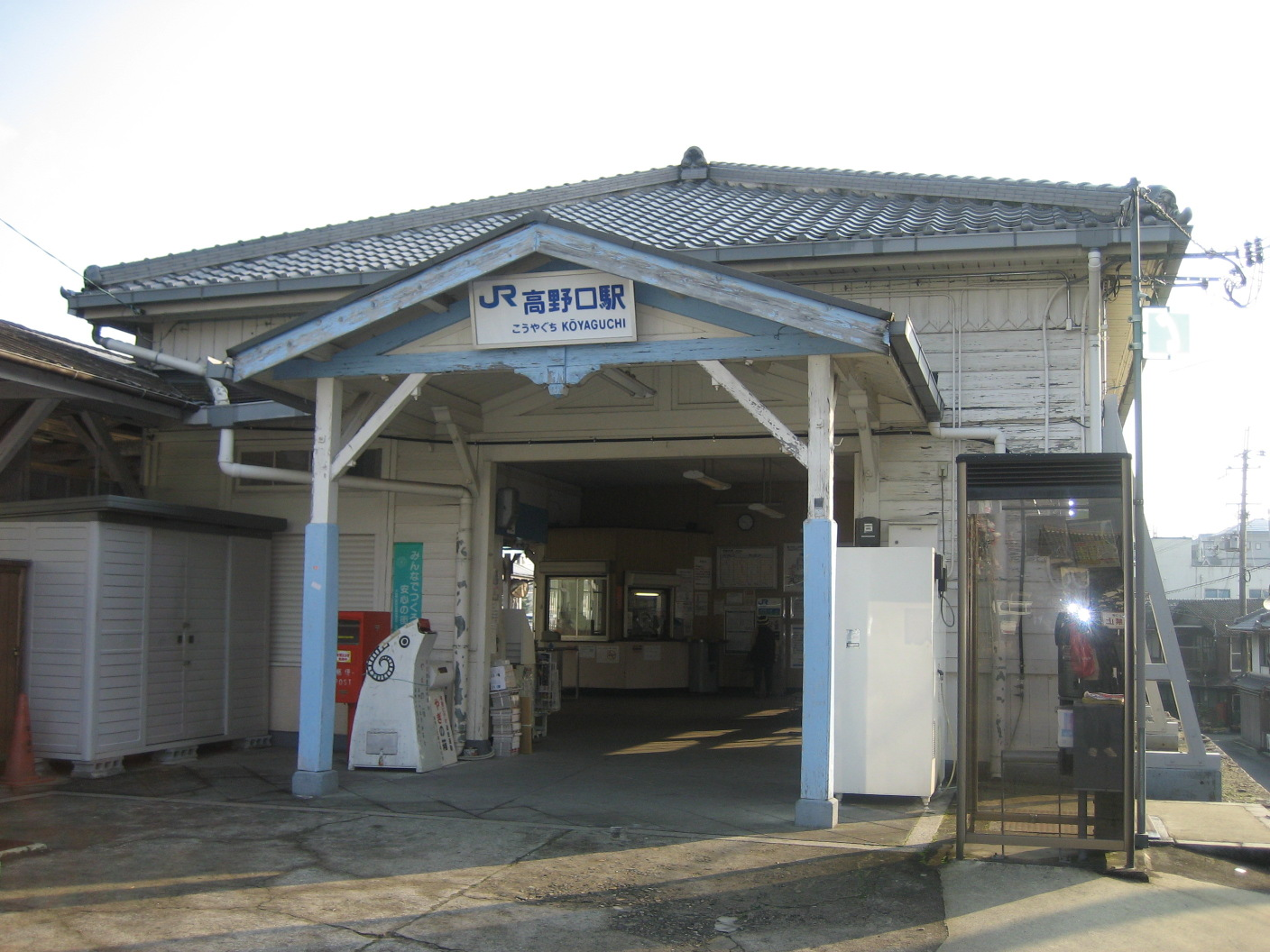
高野口車站
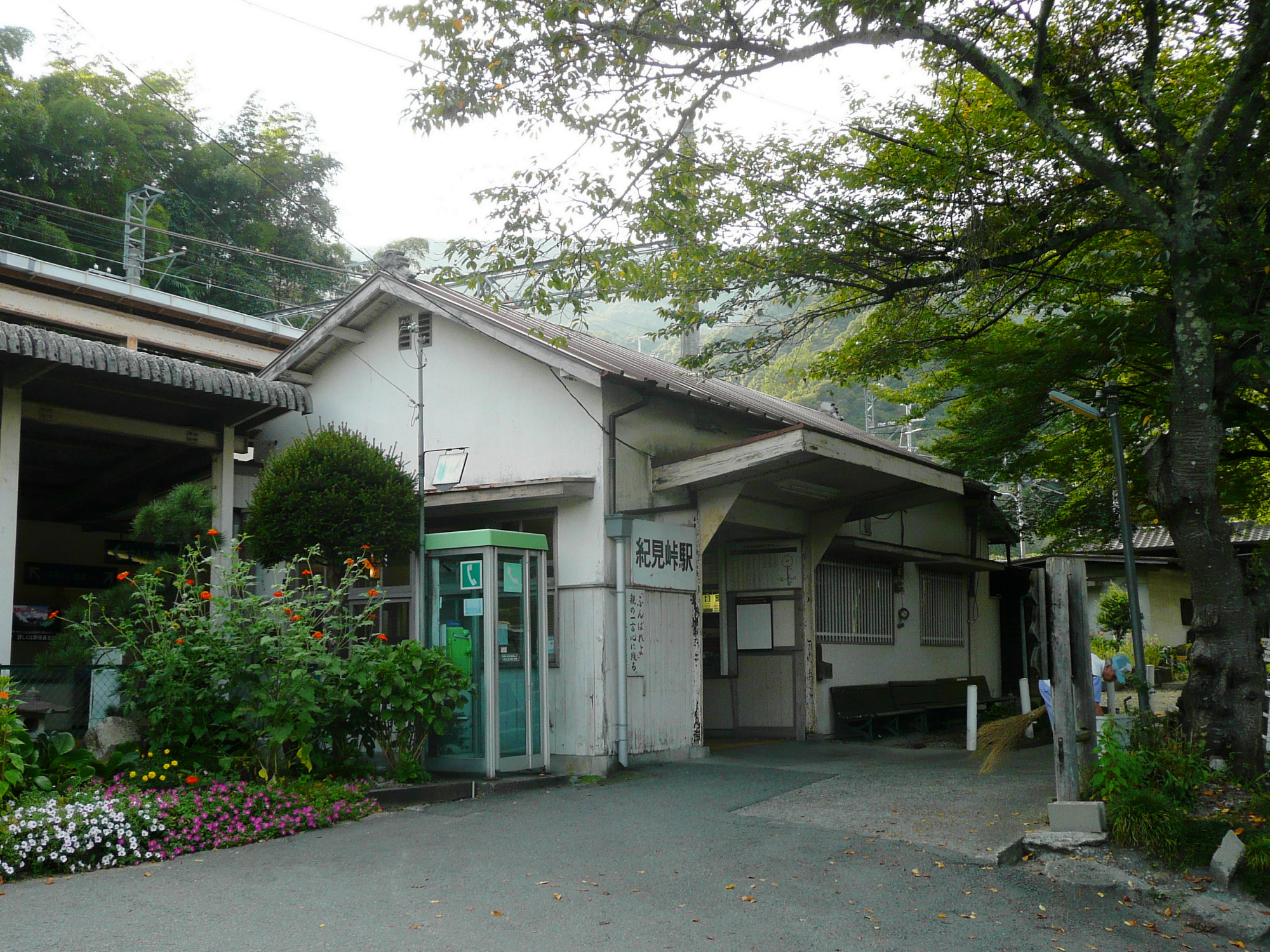
紀見峠車站
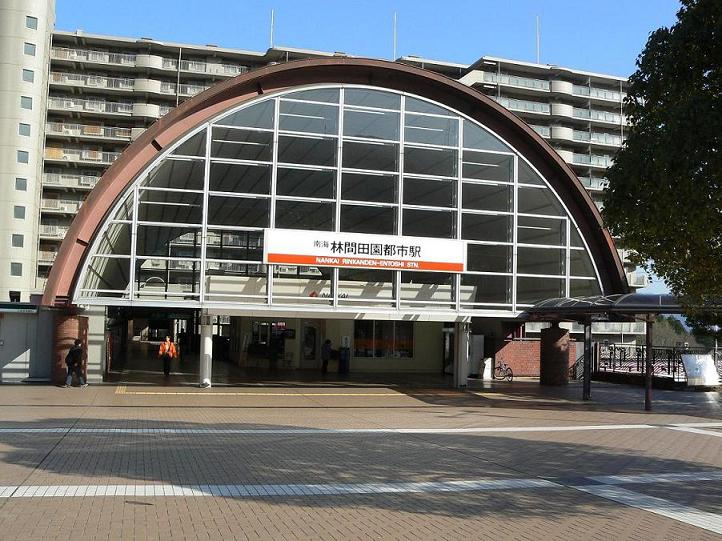
林間田園都市車站
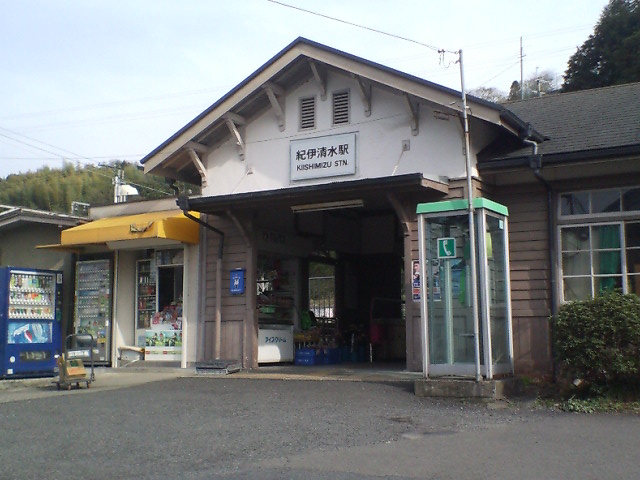
紀伊清水車站
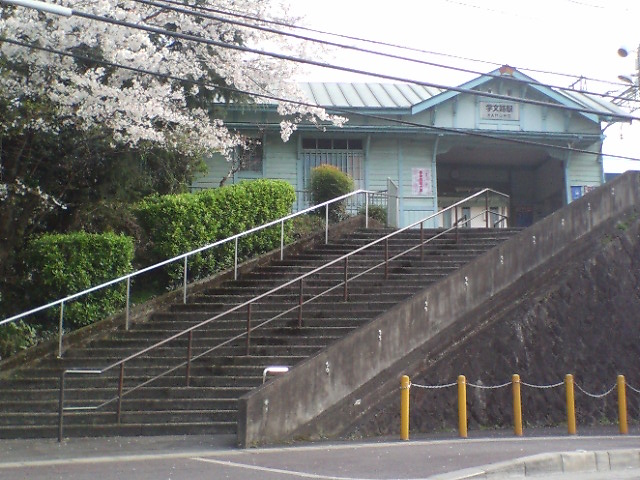
學文路車站

### 公路
高速公路
- 京奈和自動車道：（五條市） - 橋本東交流道 - 橋本交流道 - 高野口交流道（日语：高野口インターチェンジ） - （葛城町→）
- 南海電氣鐵道

## 觀光資源

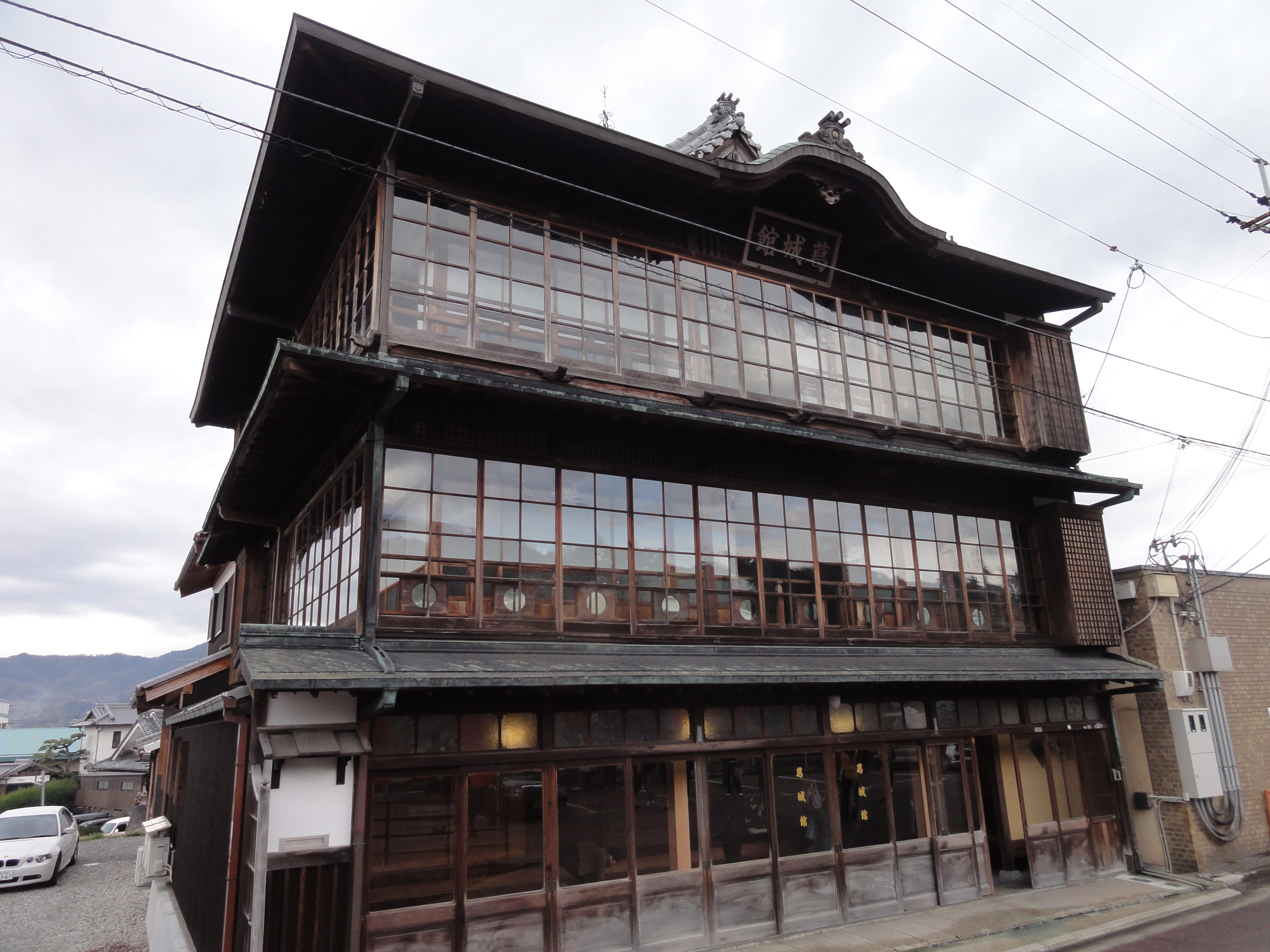
葛城館

位於市區內的橋本市立高野口小學校現在所使用的校舍為建於1937年的木造建築，建築至今仍完整的持續作為校舍使用，在2014年更以「舊高野口尋常高等小學校校舎」的名稱被列入國家重要文化財產。過去曾被電視劇芋頭、章魚、南瓜借用為拍攝場景。
此外在高野口車站旁的葛城館為建於19世紀末或20世紀初的三層木造建築，過去為為了大量前往高野山參拜的旅客所開設的旅館，現已被列入國家登錄有形文化財產。

## 姊妹、友好城市

### 海外
- 罗内特帕克（美國加州索诺马县）
- 泰安市（中國山東省）

## 外部連結
- （日語） 橋本市的Facebook專頁
- （日語） 橋ぼう的X（前Twitter）
- （日語） 橋本市觀光協會